# Can Frares
Can Frares, també coneguda com a Torre dels Frares, era una masia situada a la Vall d'Hebron de l'antic municipi d'Horta, on actualment hi ha el barri de Montbau de Barcelona.

## Història i descripció
Heretat veïna de Can Barret (a l'altra banda del torrent d'en Duran), era una masia originària del segle xviii, que el xix va ser lloc de descans dels pares Mínims, vinculada amb l'ermita de Sant Cebrià i Santa Justina. La finca era molt extensa, amb molta vinya i abundància d'aigua. Estava emplaçada en els dominis del marquès d'Alfarràs i de Llupià.
Arran de la desamortització de Mendizabal (1836), la finca va passar a mans del notari Ferran Moragas i Ubach. El 1863, a la capella es van casar el seu fill Arístides Moragas i Barret i Consol Barret i Carafí, pubilla de Can Barret. Fruit d'aquest matrimoni va ser Francesc Moragas i Barret, fundador de la Caixa de Pensions per a la Vellesa i d'Estalvis de Catalunya i Balears.

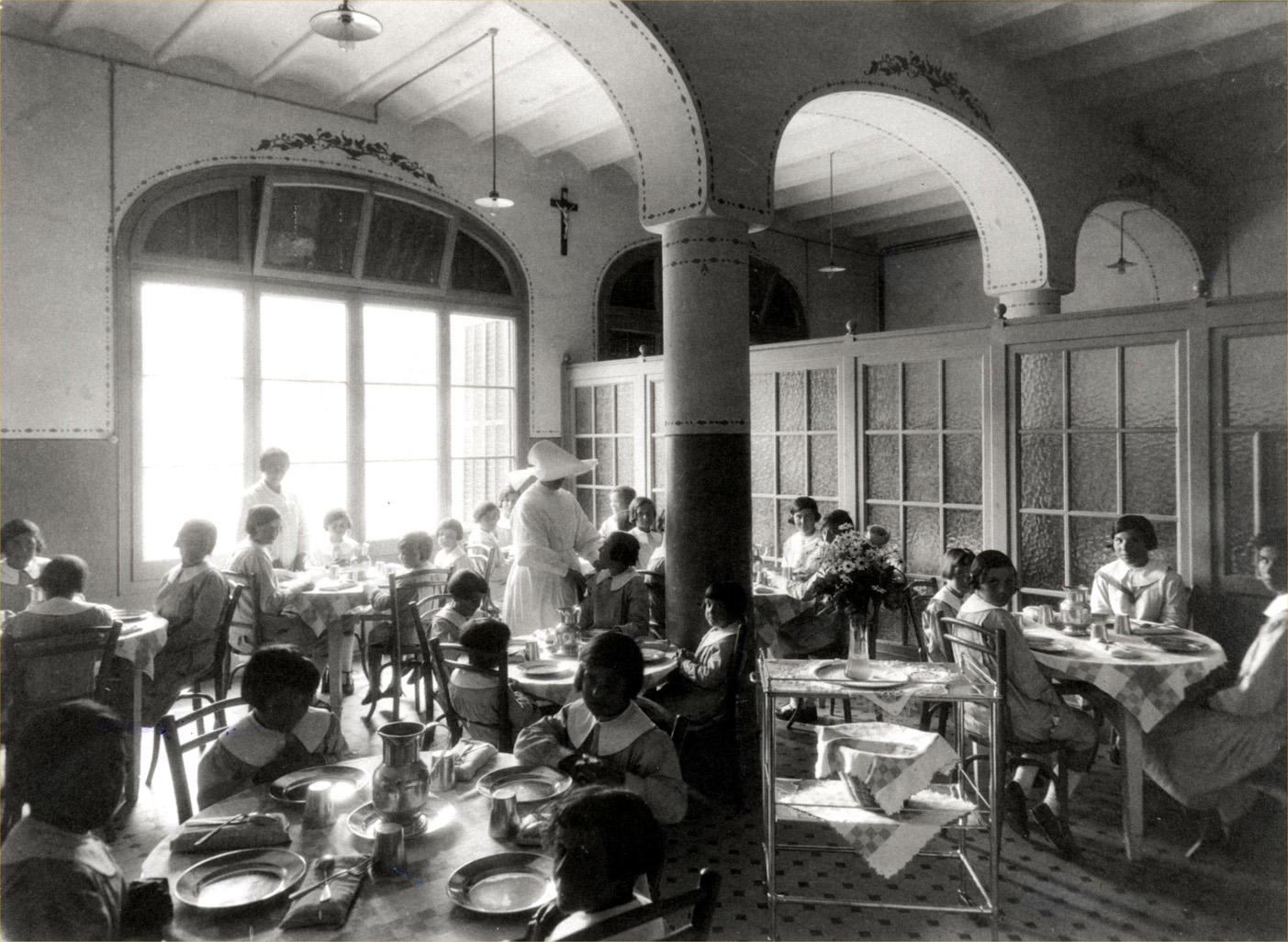
Pavelló noies tuberculoses

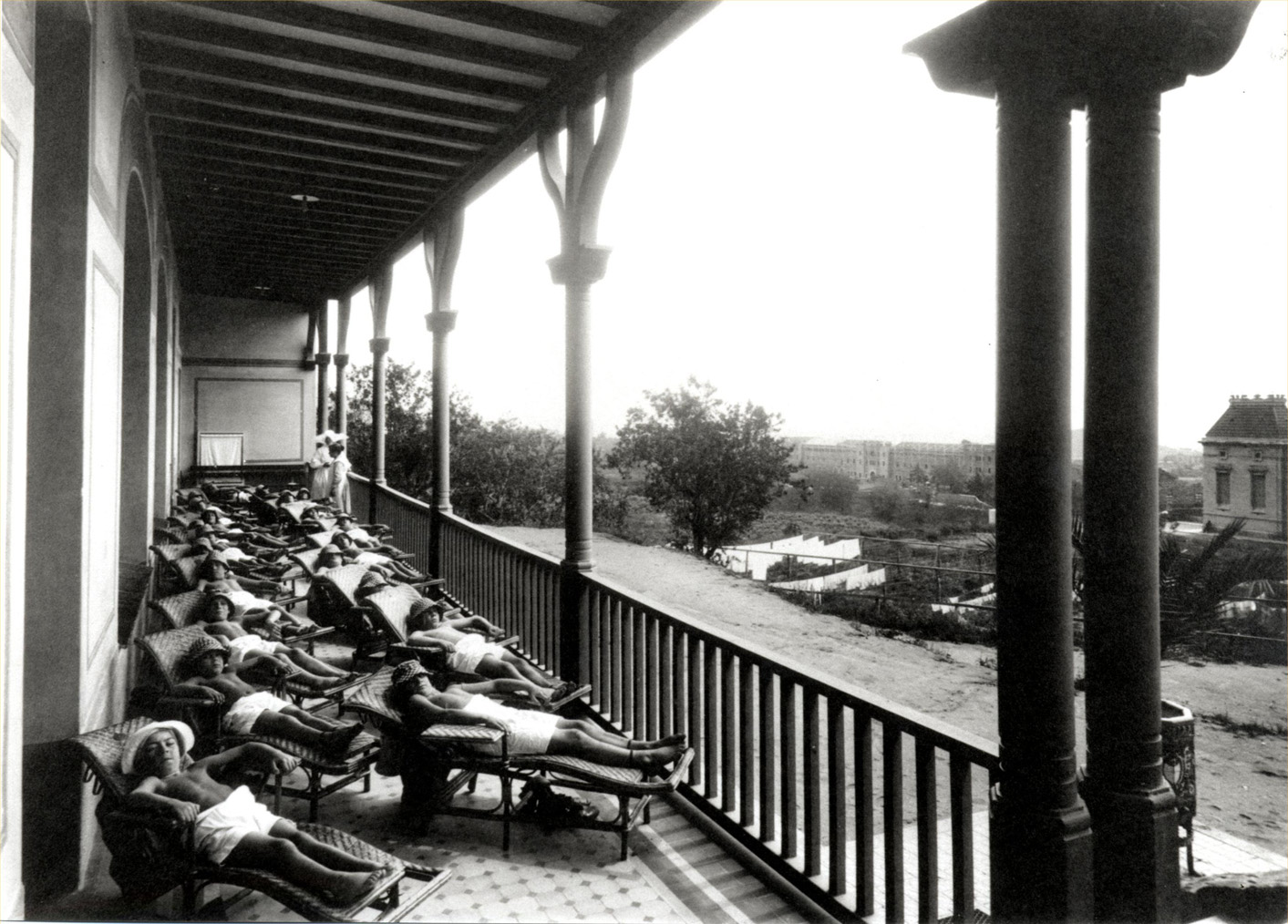
Pavelló nois tuberculosos

A partir de 1915, la casa i les terres foren propietat de la Casa de la Caritat. El 1917, el president de la Mancomunitat de Catalunya, Josep Puig i Cadafalch, va encarregar-ne a l'arquitecte Josep Goday i Casals l'adaptació per a asil de dones i nenes epilèptiques i la construcció de dos nous pavellons per a preventoris de nens tuberculosos. La masia i la capella es va remodelar amb magnífics esgrafiats a la façana. Van estar en funcionament entre 1918 i 1970.
El 1973, la casa i els pavellons van ser enderrocats arran de la remodelació dels equipaments del recinte Mundet.